# Pedro de Betancur
Pedro de San José Betancur (født 21. marts 1626 i Vilaflor, Tenerife, Spanien, død 25. april 1667 i Antigua Guatemala, Guatemala), var spansk missionær og helgen, først tilknyttet Franciskanerordenen og siden grundlægger af vor Frue af Betlehems orden.
Han blev født i en familie af landmænd i den sydlige del af øen Tenerife. Fra sin barndom var han kendt for sin religiøsitet. I en alder af 23 tog han til Guatemala som missionær og etablerede en ordensskole og hospitaler for de fattige. Han udførte et stort socialt arbejde for de mest fattige og trængende.
Han døde 25. april 1667 i byen Antigua Guatemala. Pedro de Betancur blev saligkåret i 1980 og kanoniseret af pave Johannes Paul 2. i 2002. Af denne grund er han den første indfødte helgen på De Kanariske Øer.
Hans grav er i kirken San Francisco i Antigua Guatemala og er et pilgrimssted. På Tenerife er der en hule, der ligger i den sydlige del af øen, hvor helgenen gjorde ophold med sit kvæg om vinteren, da han i sin ungdom arbejdede som hyrde. Det er også et pilgrimssted på Tenerife-helligdommen, der er i stedet for hans fødested i Vilaflor.
Denne helgen fejres den 24. april.